# PHANTOMS (アルバム)
『PHANTOMS』（ファントムス）は、DEAD ENDのボーカリストMorrieのソロプロジェクト、Creature Creatureの3作目のアルバム。2012年10月17日発売。発売元はPsyche Records。

## 収録曲
1. Violent Rose
  - 作詞・作曲 Morrie
2. Fire Burn With Me
  - 作詞 Morrie / 作曲 Shinobu
3. Phallus Phaser
  - 作詞・作曲 Morrie
4. 楽園へ
  - 作詞 Morrie / 作曲 Shinobu

シングル曲。
5. Golden Game
  - 作詞・作曲 Morrie
6. Aurora
  - 作詞 Morrie / 作曲 人時
7. Mirrors
  - 作詞・作曲 Morrie
8. Dead Rider
  - 作詞・作曲 Morrie
9. Psyche
  - 作詞・作曲 Morrie
10. くるめき
  - 作詞 Morrie / 作曲 Hiro

シングル曲。
11. Andromeda
  - 作詞・作曲 Morrie